# Ataenius glabriventris
Ataenius glabriventris är en skalbaggsart som beskrevs av Schmidt 1911. Ataenius glabriventris ingår i släktet Ataenius och familjen Aphodiidae. Inga underarter finns listade.